# Chiesa di Santa Maria del Carmine alle Tre Cannelle
La chiesa di Santa Maria del Carmine è una chiesa di Roma, nel rione Trevi, presso la via omonima. È gestita dal Movimento dei Focolari della città di Roma.

## Storia e descrizione
La chiesa fu edificata dal card. Odoardo Farnese protettore dell'Arciconfraternita del Carmine, la quale, non avendo chiesa propria, si raccoglieva in quella di San Martino ai Monti. Nel mese di ottobre del 1605 fu incominciata la costruzione di questa chiesa alle Tre Cannelle, sul luogo ove sorgevano alcuni fienili di proprietà dell'abbazia di Grottaferrata. La chiesa fu inaugurata nel 1623 e fu restaurata nel 1772, dopo che un incendio ne aveva danneggiato la struttura.
La piccola facciata di stile barocco fu fatta costruire su disegni di Angelo Specchi (1750). L'interno è a navata unica con volta a botte. Sull'altare destro è esposto uno stendardo realizzato da Corrado Giaquinto, che raffigura, da un lato la Madonna che appare ad Elia e dall'altro la Madonna che consegna lo scapolare a San Simone Stock. Sull'altare maggiore è esposta una copia del XVIII secolo di una statua della Madonna del Monte Carmelo, e un quadro della Madonna del Carmine di Gaspare Celio. Sulla cantoria in controfacciata c'è l'organo a canne costruito da Aldobrando Fedeli nel 1748.
Dal 7 maggio 2022 la Chiesa e tutto l'edificio è affidato dal vicario di Roma Angelo De Donatis al Movimento dei Focolari come gesto di gratitudine del Vaticano per quanto operato in città dal più grande movimento cattolico a livello internazionale. La struttura è chiamata Focolare Point.